# Стейарт, Рене
Рене Леопольд Аликс Гислен Жюль Стейарт (фр. René Léopold Alix Ghislain Jules Steyaert; 1905—1978) — бельгийский миколог и ботаник.

## Биография
Рене Стейарт родился 5 мая 1905 года в коммуне Схарбек. Учился в Великобритании, в 1914 году вернулся в Бельгию и поступил в Агротехнический университет в Жамблу. В 1927 году получил степень в области агрономии. В 1929 году переехал в Бельгийское Конго, где работал фитопатологом. С 1934 по 1946 работал в Национальном агрономическом институте в Конго. В 1947 году Стейарт снова вернулся в Бельгию. В 1968 году он стал работать в Национальной ботаническом саду Бельгии. Он издал несколько научных публикаций, посвящённых микроскопическим грибам, а также роду цветковых растений Cassia. В 1951 году была опубликована работа Стейарта, описывающая некоторые виды рода Ganoderma. Рене Стейарт скончался 21 октября 1978 года.

## Род и виды грибов, названные в честь Р. Стейарта
- Steyaertia Bat. & H.Maia, 1960 [syn.  Asterolibertia G.Arnaud, 1918]
- Ganoderma steyaertanum B.J.Sm. & Sivasith., 2003
- Pestalotiopsis steyaertii Mordue, 1985